# آرتور گالستون
آرتور گالستون (انگلیسی: Arthur Galston; ۲۱ آوریل ۱۹۲۰ – ۱۵ ژوئن ۲۰۰۸) گیاه‌شناس اهل ایالات متحده آمریکا بود.
وی همچنین برندهٔ جوایزی همچون برنامه فولبرایت و کمک‌هزینه گوگنهایم شده‌است.

## تحصیلان
او از دانش‌آموختگان دانشگاه ایلینوی است.